# Casignana
Casignana es un municipio de la provincia de Regio de Calabria en la región italiana de Calabria, situada a alrededor de 100 kilómetros al suroeste de Catanzaro y a 35 km al este de Regio de Calabria. A 31 de diciembre de 2004, contaba con una población de 801 habitantes y un área de 24.4 km².
Casignana linda con los siguientes ayuntamientos: Bianco, Bovalino, Caraffa del Bianco, San Luca, Sant'Agata del Bianco.

## Evolución demográfica
| Gráfica de evolución demográfica de Casignana entre 1861 y 2001 |
|                                                                 |
| Fuente ISTAT - elaboración gráfica de Wikipedia                 |